# Neville Southall
Neville Southall MBE (16 de setembre de 1958) és un exfutbolista gal·lès de les dècades de 1980 i 1990.
Fou 92 cops internacional amb la selecció de Gal·les entre 1982 i 1997]. Pel que fa a clubs, defensà els colors de l'Everton on passà la major part de la seva carrera.